# Internační tábor Terezín

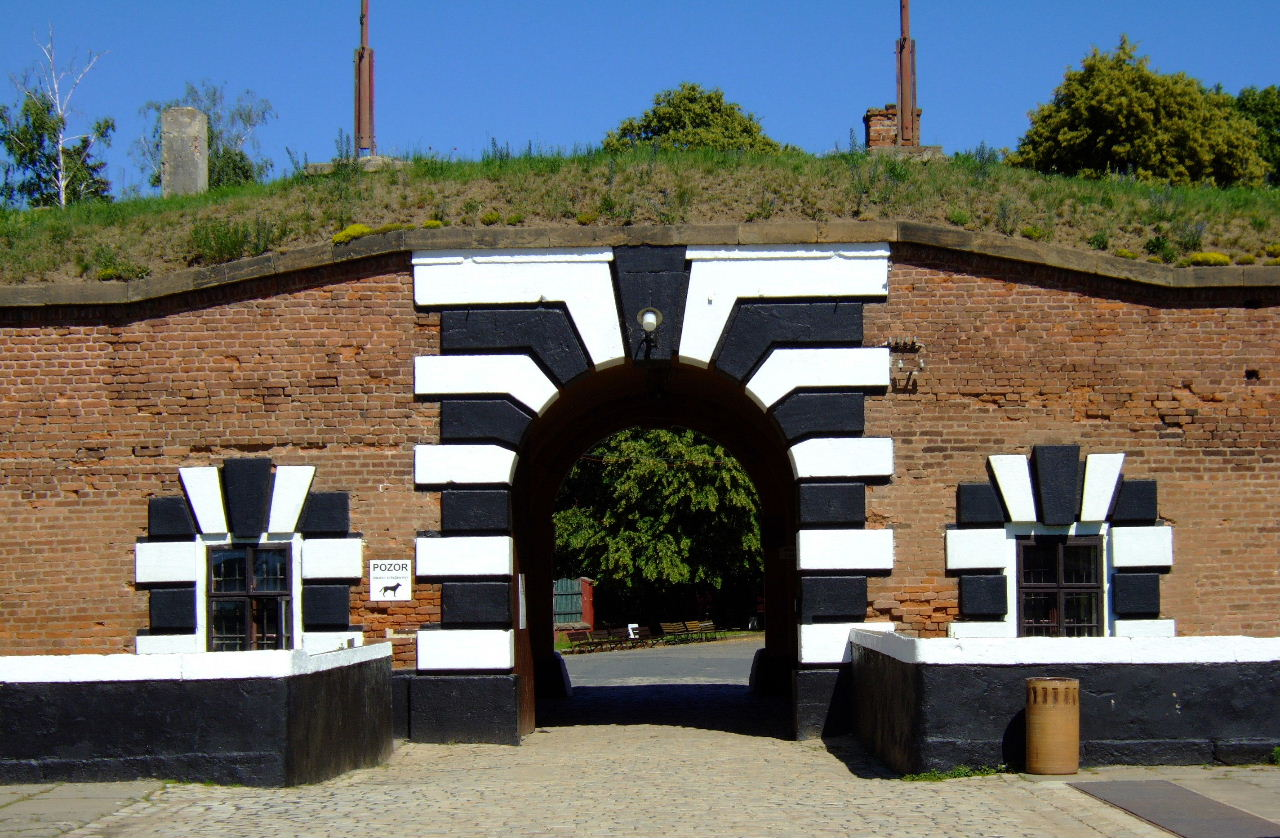
Brána Malé pevnosti v Terezíně

Internační tábor ministerstva vnitra Malá pevnost Terezín existoval v Malé terezínské pevnosti v letech 1945–1948. Byl určen pro Němce. Nejprve zde byli bývalí dozorci věznice, jako Heinrich Jöckel, dále příslušníci gestapa a členové NSDAP. Později sem byli přiváženi Němci určení k deportaci, jak dospělí, tak děti. Osoby zde internované trpěly podobně jako jejich předchůdci za nacistů. Nejpalčivější byl nedostatek vody a přelidnění. Internovaní byli nasazování na různé práce. Z počátku likvidovali důsledky terezínské tyfové epidemie, později pracovali v odloučených táborech v okolí a v terezínských firmách. Ze 3725 osob byla většina přes sběrné tábory přesunuta do Německa. Jiní byli odsouzeni k smrti a popraveni, jiní umřeli na místě či utekli.